# جدول زمني للبعثات الفضائية حسب الجنسية

خريطة الدول التي سافر أحد مواطنيها للفضاء ابتداءً من سبتمبر 2015.
ملاحظة: ثمة مواطنون من ألمانيا الشرقية والإتحاد السوفيتي وتشيكوسلوفاكيا.

منذ أول بعثة فضائية للإنسان والتي نفّذها الاتحاد السوفيتي، انطلق ما يقرب من 40 مدنياً إلى الفضاء. من جميع جنسيات العالم.

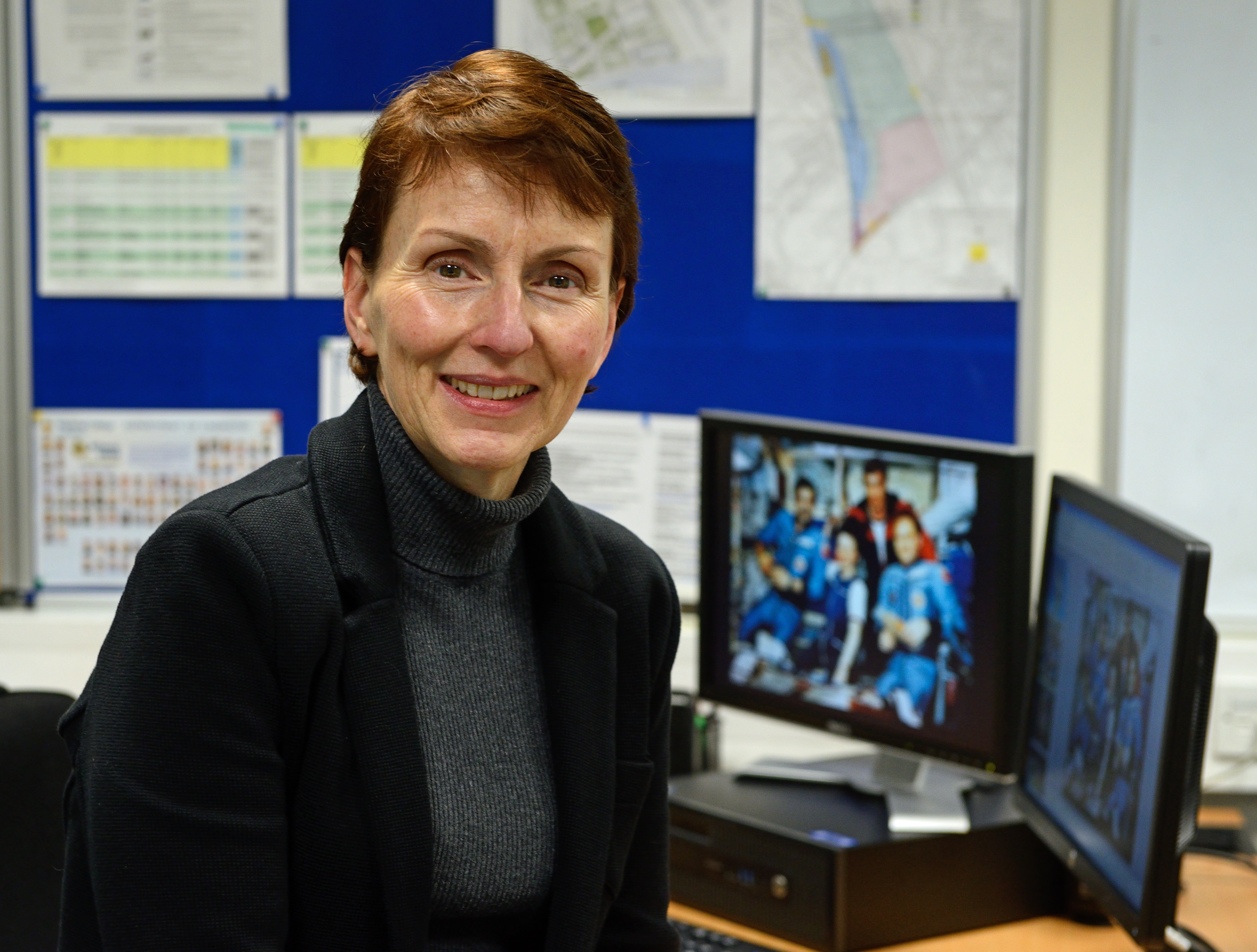
هيلين شارمان

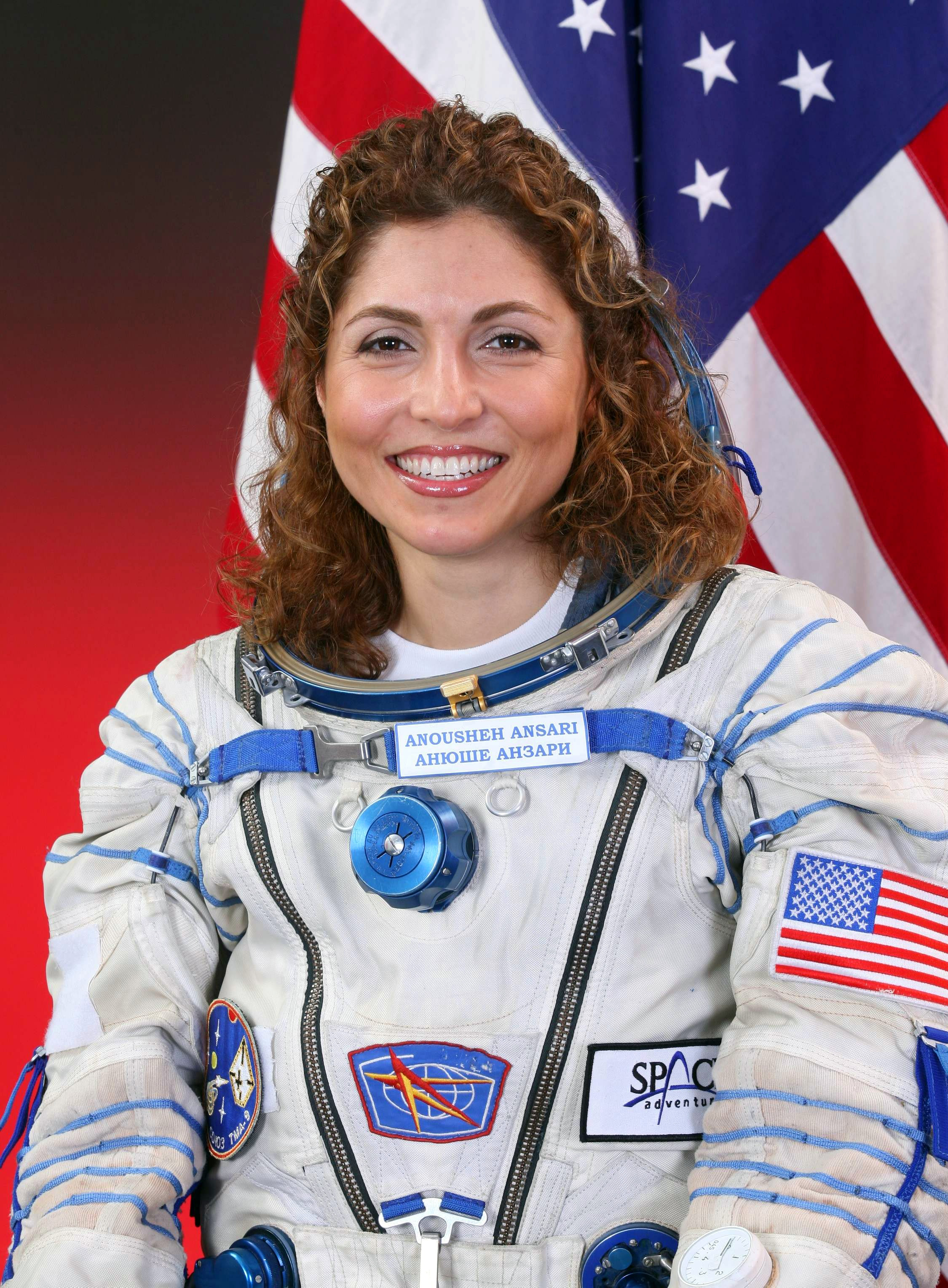
أنوشه أنصاري

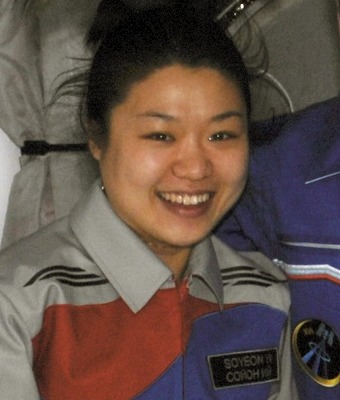
لي سو ين

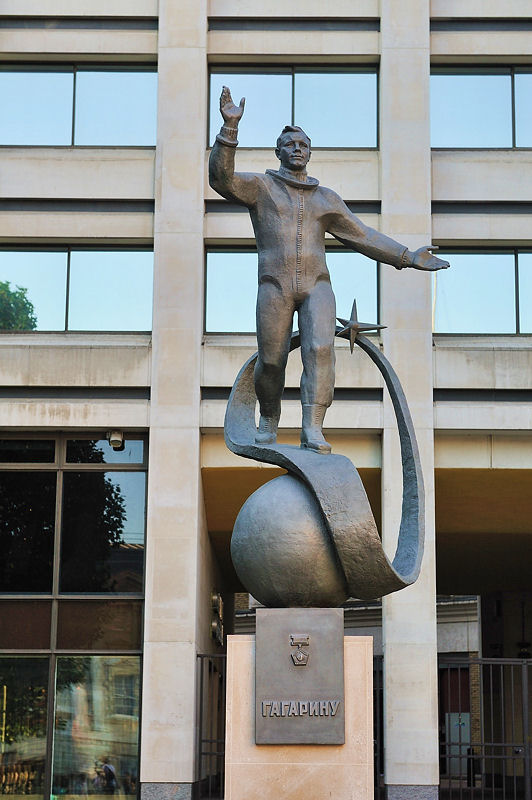
تمثال يوري غاغارين في لندن

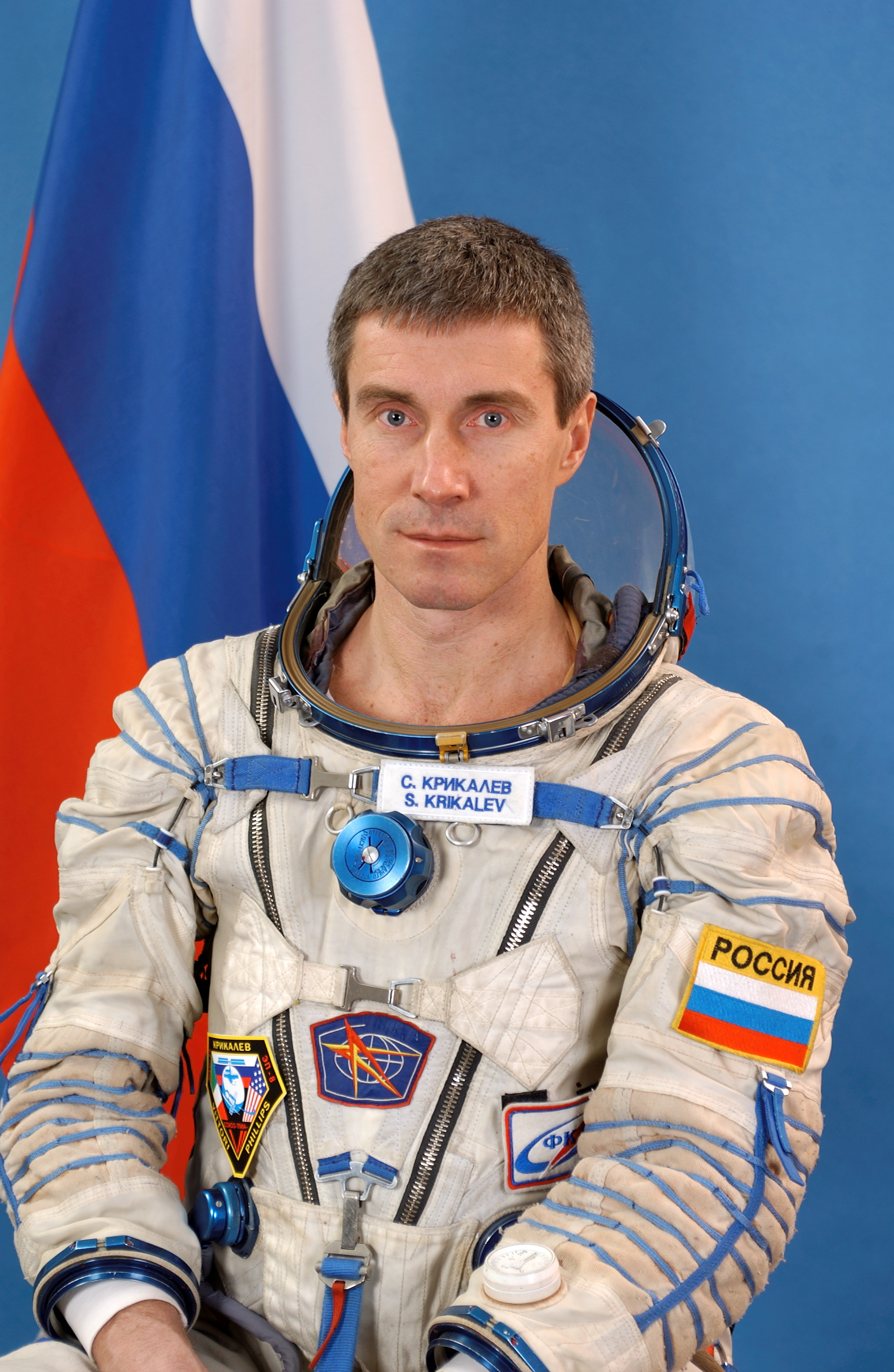
سيرجي كريكاليف

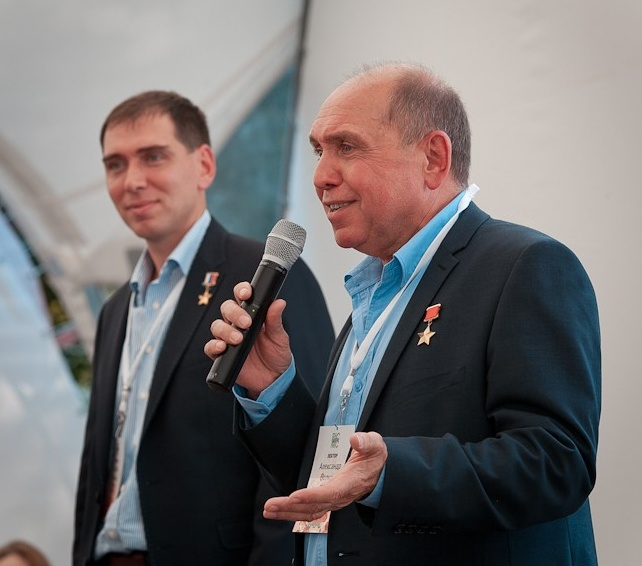
ألكسندر فولكوف ألكسندروفيتش

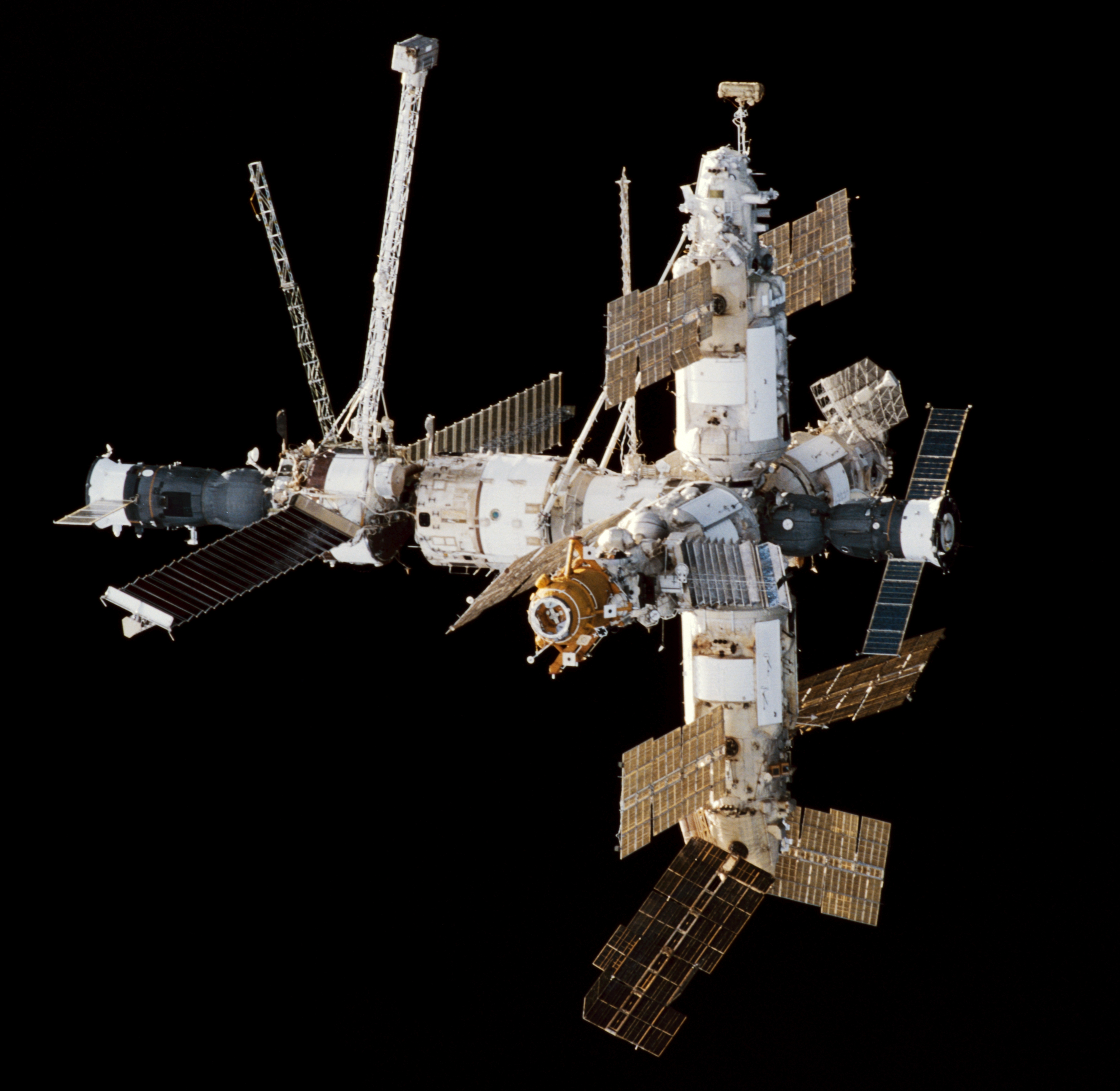
محطة مير كما تُرى من المكُوك الفضائي إنديفور أثناء رحلة إس تي إس-89 في 9 فبراير 1998

يعتمد ترتيب هذه القائمة على جنسية الشخص. كانت مشاركة المرأة في بداية الرحلة ضعيفة فضمن أربعين شخصا سافروا إلى الفضاء كان هناك 3 نساء فقط (هيلين شارمان من المملكة المتحدة في عام 1991، أنوشه أنصاري من إيران في عام 2006، ولي سو ين من كوريا الجنوبية في عام 2008).
إحتفظت ثلاث أمم فقط وهم الإتحاد السوفيتي/روسيا، الولايات المتحدة والصين بمكانتهم كدول تجهز بعثاتها بنفسها. بل وبعثات الدول الأخرى فقد تم استخدام تكنولوجيا الإتحاد السوفيتي/روسيا لتجهيز ستة وعشرون بعثة، بينما تم استخدام التكنولوجيا الأمريكية لتجهيز 13 بعثة.

## الجدول الزمني
ملاحظة: جميع التواريخ المذكورة أدناه تتبع التوقيت العالمي الموحد. والدول التي قامت بتجهيز بعثاتها بنفسها تمت كتابتها بالخط السميك.
| التسلسل | البلد               | الاسم                             | الرحلة                | التوقيت العالمي الموحد |
| ------- | ------------------- | --------------------------------- | --------------------- | ---------------------- |
| 1960s   |                     |                                   |                       |                        |
| 1       | الاتحاد السوفيتي[1] | يوري غاغارين                      | فوستوك 1[2]           | 12 إبريل 1961          |
| 2       | الولايات المتحدة[3] | ألان شيبارد                       | ميركوري ريدستون 3     | 5 مايو 1961            |
| 1970s   |                     |                                   |                       |                        |
| 3       | تشيكوسلوفاكيا[4]    | فلاديمير ريميك                    | سويوز 28              | 2 مارس 1978            |
| 4       | بولندا              | ميروسلاف هيرماشيفسكي              | سويوز 30              | 27 يونيو 1978          |
| 5       | ألمانيا الشرقية[5]  | سيغموند ين                        | سويوز 31              | 26 أغسطس 1978          |
| 6       | بلغاريا             | جورجي إيفانوف                     | سويوز33               | 10 إبريل 1979          |
| 1980s   |                     |                                   |                       |                        |
| 7       | المجر               | بيرتالان فاركاس                   | سويوز 36              | 26 مايو 1980           |
| 8       | فيتنام              | فام توان                          | سويوز 37              | 23 يوليو 1980          |
| 9       | كوبا                | أرنالدو تامايو منديز              | سويوز 38              | 18 سبتمبر 1980         |
| 10      | منغوليا             | جوجدرديميدين غوراغشا              | سويوز 39              | 22 مارس 1981           |
| 11      | رومانيا             | دوميترو بروناريو                  | سويوز 40              | 14 مايو 1981           |
| 12      | فرنسا               | جان كريتيان لوب                   | سويوز T-6             | 24 يونيو 1982          |
| 13      | ألمانيا الغربية[5]  | أولف ميربولد                      | إس تي إس-9            | 28 نوفمبر 1983         |
| 14      | الهند               | راكيش شارما                       | سويوز T-11            | 3 إبريل 1984           |
| 15      | كندا                | مارك غارنو                        | إس تي إس-41-جي        | 5 أكتوبر 1984          |
| 16      | السعودية            | سلطان آل سعود                     | إس تي إس-51-جي        | 17 يونيو 1985          |
| 17      | هولندا              | ووبو أوكلز                        | إس تي إس-61-آي        | 30 أكتوبر 1985         |
| 18      | المكسيك             | رودولفو نيري فيلا                 | إس تي إس-61-بي        | 26 نوفمبر 1985         |
| 19      | سوريا               | محمد فارس                         | سويوز تي أم - 3       | 22 يوليو 1987          |
| 20      | أفغانستان           | عبد الأحد مومند                   | سويوز تي أم - 6       | 29 أغسطس 1988          |
| 1990s   |                     |                                   |                       |                        |
| 21      | اليابان             | تويوهيرو أكياما[6]                | سويوز تي أم - 11      | 2 ديسمبر 1990          |
| 22      | المملكة المتحدة     | هيلين شارمان[6]                   | سويوز تي أم - 12      | 18 مايو 1991           |
| 23      | النمسا              | فرانز فيهبوك                      | سويوز تي أم - 13      | 2 أكتوبر 1991          |
| 24      | روسيا[1]            | ألكسندر كاليري ألكسندر فيكتورينكو | سويوز تي أم - 14      | 17 مارس 1992           |
| 25      | بلجيكا              | ديرك فريموت                       | إس تي إس-45           | 24 مارس 1992           |
| 26      | إيطاليا             | فرانكو ماليربا                    | إس تي إس-46           | 31 يوليو 1992          |
| 27      | سويسرا              | كلود نيكولير                      | إس تي إس-46           | 31 يوليو 1992          |
| 28      | أوكرانيا[1]         | ليونيد كادينوك                    | إس تي إس-87           | 19 نوفمبر 1997         |
| 29      | اسبانيا             | بيدرو دوكي                        | إس تي إس-95           | 29 أكتوبر 1998         |
| 30      | سلوفاكيا[4]         | ايفان بيلا                        | سويوز تي أم - 29      | 20 فبراير 1999         |
| 2000s   |                     |                                   |                       |                        |
| 31      | جنوب أفريقيا        | مارك شاتلوورث[6]                  | سويوز تي أم - 34      | 25 إبريل 2002          |
| 32      | إسرائيل[7]          | إيلان رامون                       | إس تي إس-107          | 16 يناير 2003          |
| 33      | الصين               | يانغ لي وي                        | شنتشو 5               | 15 أكتوبر 2003         |
| 34      | البرازيل            | ماركوس بونتيس                     | سويوز تي أم آي- 8     | 30 مارس 2006           |
| 35      | إيران[8]            | أنوشه أنصاري[6]                   | سويوز تي أم آي- 9     | 18 سبتمبر 2006         |
| 36      | السويد              | كريستر فوجليسانج                  | إس تي إس-116          | 10 ديسمبر 2006         |
| 37      | ماليزيا             | شيخ مظفر شكور                     | سويوز تي أم آي- 11    | 10 أكتوبر2007          |
| 38      | كوريا الجنوبية      | لي سو ين                          | سويوز تي أم آي- 12    | 8 إبريل 2008           |
| 2010s   |                     |                                   |                       |                        |
| 39      | الدنمارك            | أندرياس موغنسن                    | سويوز تي إم إيه-18 إم | 2 سبتمبر 2015          |
| 40      | كازاخستان[1]        | إيدين أيمبيتوف                    | سويوز تي إم إيه-18 إم | 2 سبتمبر 2015          |
| 41      | الإمارات            | هزاع المنصوري                     | سويوز إم أس 15        | 25 سبتمبر 2019         |

## ملاحظات

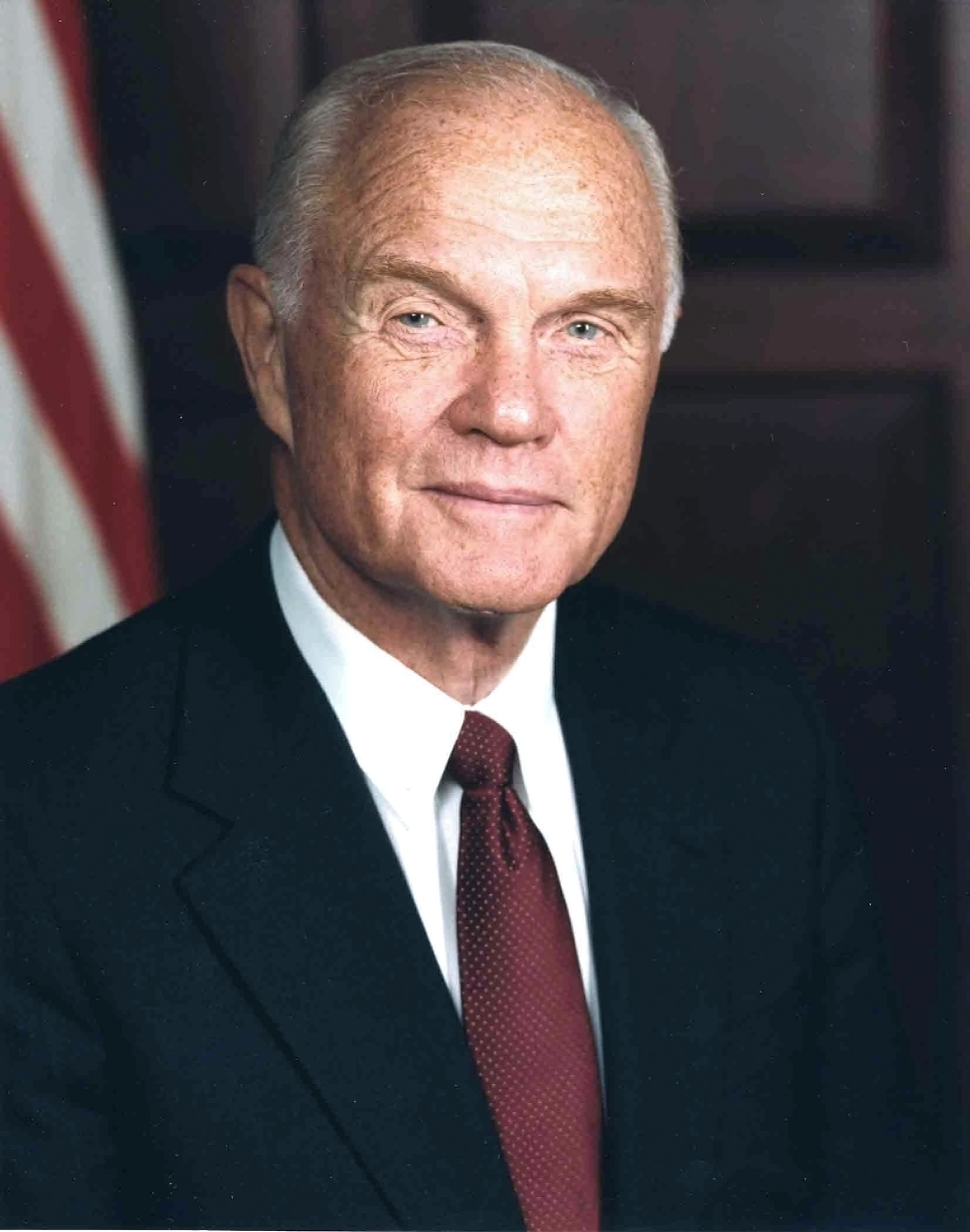
جون غلين أول رائد فضاء أمريكي يدور حول الأرض، في 20 فبراير 1962

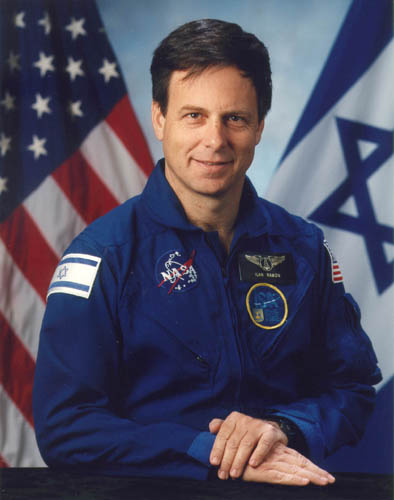
ايلان رامون أول إسرائيلي يذهب للفضاء

## قوائم أخرى
تهتم القائمة العليا بذكر الجنسية مع وقت الإطلاق. أما باقي القوائم المبنية على أساس مختلف فيمكن إدراج هذه الأسماء بها:

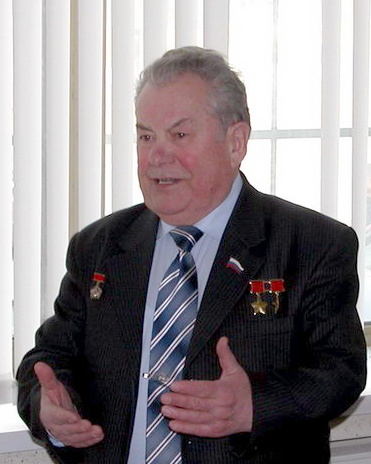
بافل بوبوفيتش الأوكراني الأول المسافر للفضاء.

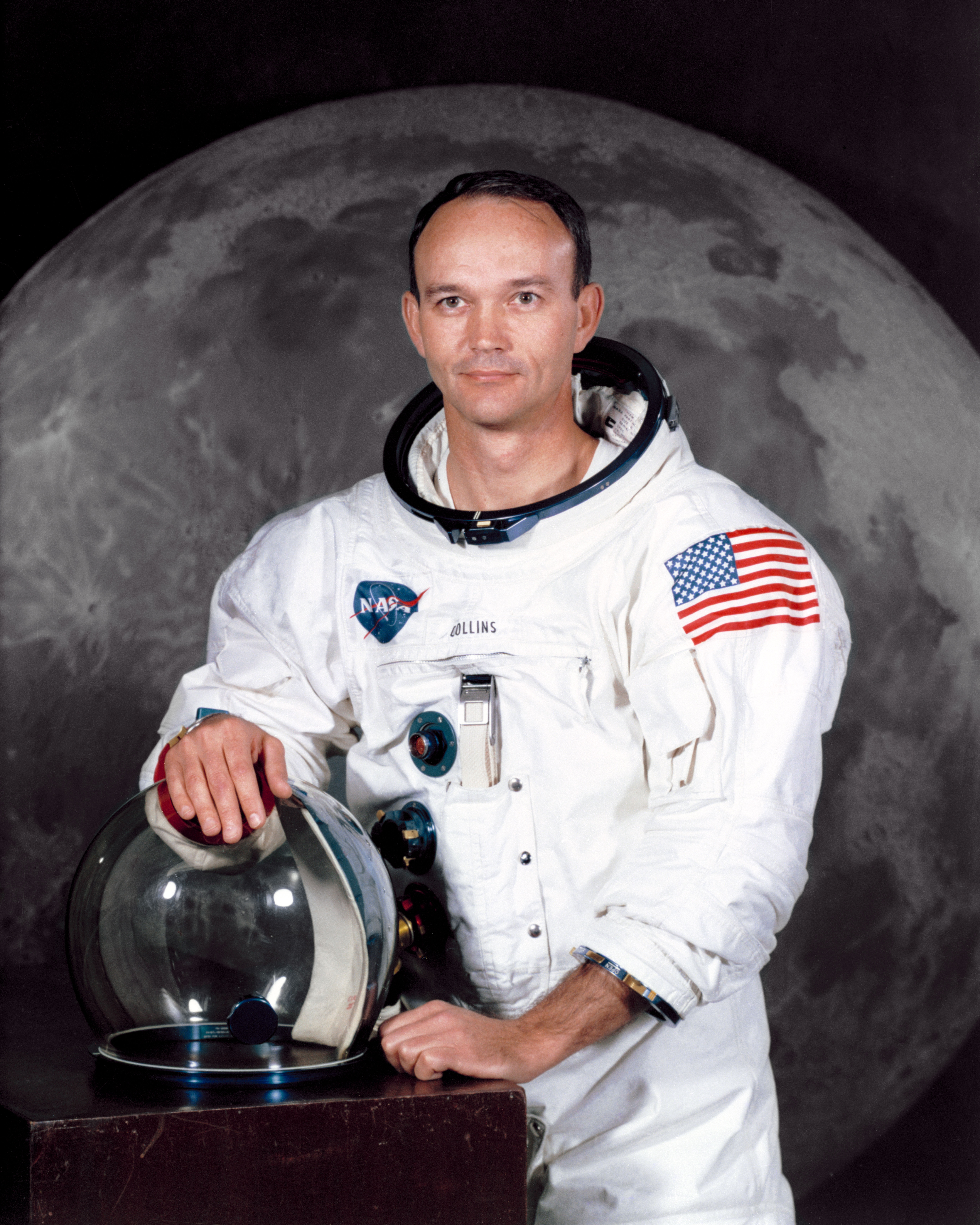
مايكل كولينز

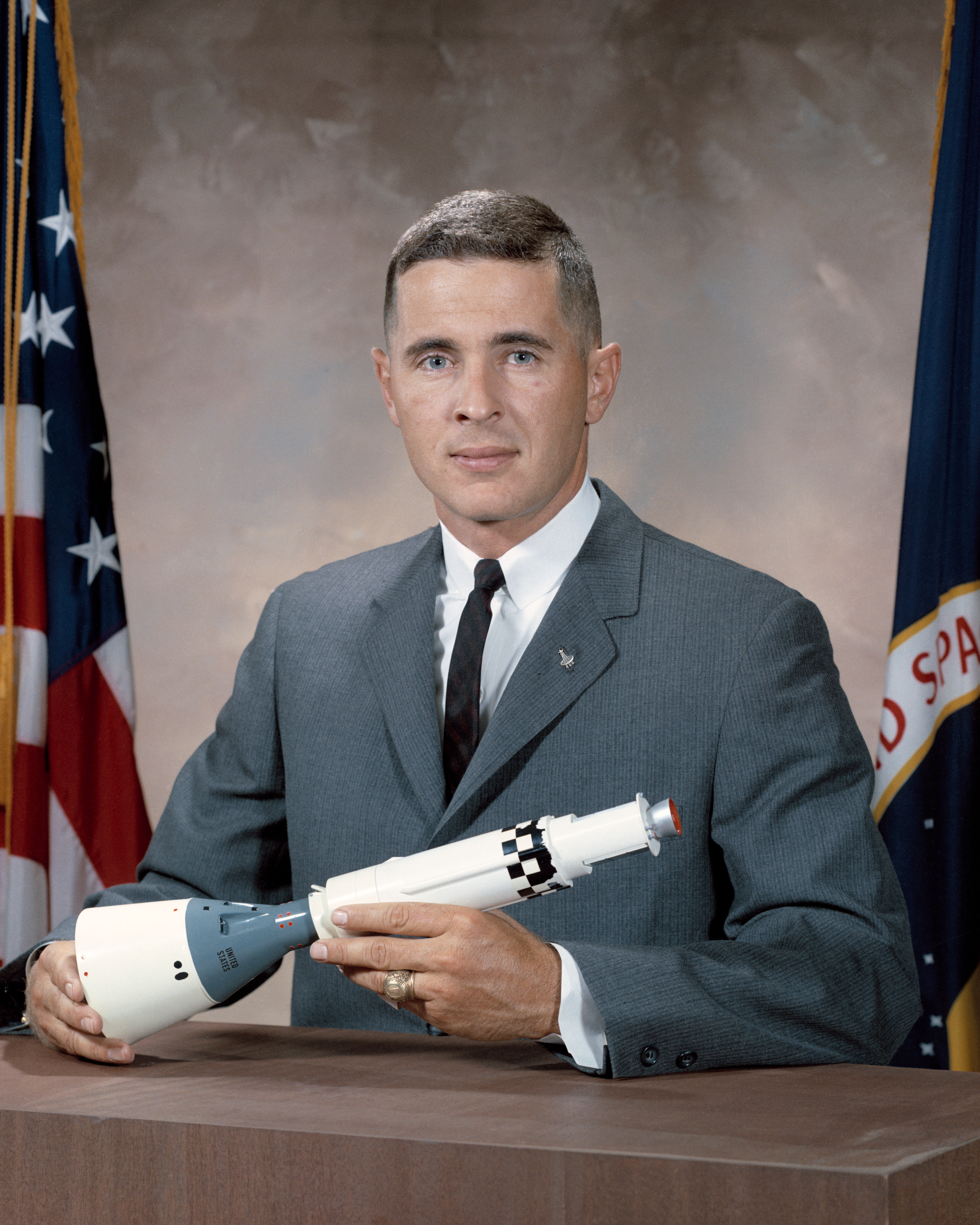
وليام أندرس

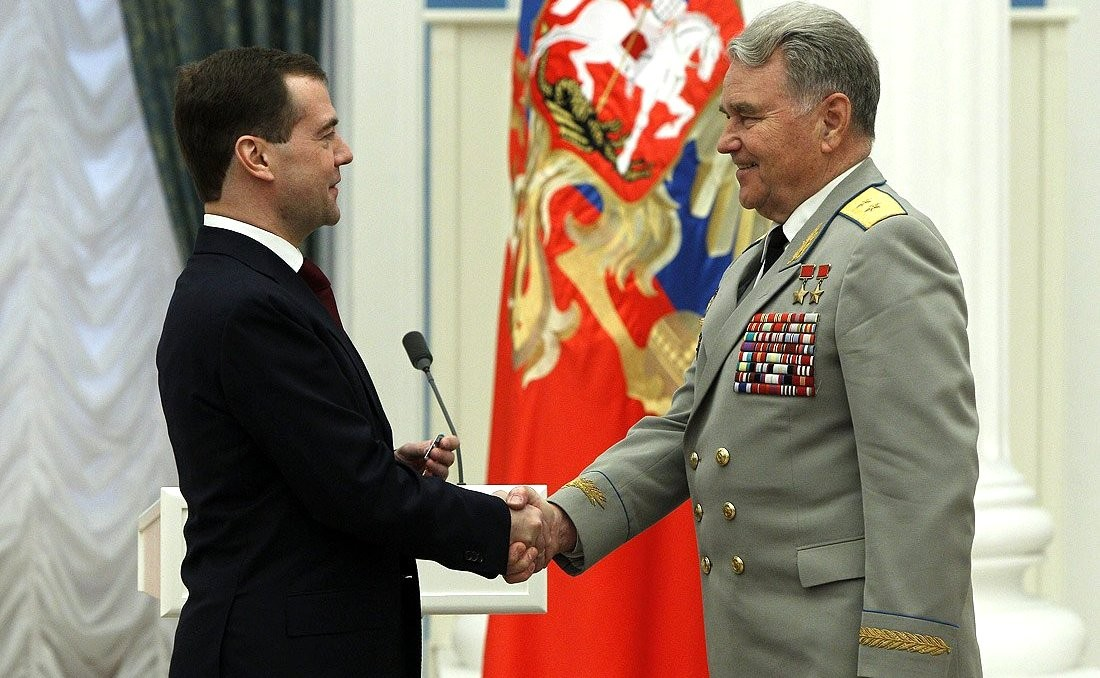
الرئيس الروسي ديمتري ميدفيديف يكرم رائد الفضاء فلاديمير شاتالوف.

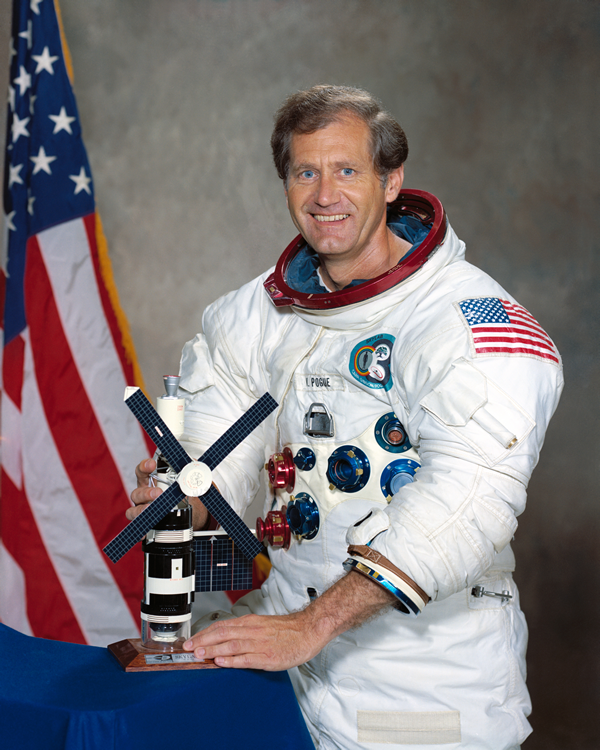
بيل بوج

- بافل بوبوفيتش، أطلقت للمرة الأولى في 12 أغسطس 1962، وكان بها أول أوكراني يسافر إلى الفضاء. في ذلك الوقت، كانت أوكرانيا ما تزال دولة من دول الإتحاد السوفياتي.
- مايكل كولينز، إنطلق للفضاء للمرة الأولى في 18 يوليو 1966، ولد في إيطاليا لأبوين أمريكين، وسافر للفضاء بعد أن أصبح مواطن أمريكي.
- وليام أندرس، مواطن أمريكي، سافر للفضاء للمرة الأولى في 21 ديسمبر 1968، وكان أول رجل ولد في هونغ كونغ يسافر للفضاء.
- فلاديمير شاتالوف، سافر للفضاء المرة الأولى في 14 يناير 1969. يعتبر شاتالوف هو أول رجل كازاخستاني يسافر للفضاء. كانت كازاخستان في ذلك الوقت ما تزال تابعه للإتحاد السوفيتي.
- بيل بوج، سافر للفضاء للمرة الأولى في 16 نوفمبر 1973، كمجند لمجموعة قاعة المشاهير ليصبح بذلك أول أمريكي أصلي يسافر للفضاء.
- بيوتر كليمك، سافر للفضاء للمرة الأولى في 18 ديسمبر 1973، يعتبر كليمك أول رجل بيلاروسي يسافر للفضاء. كانت بيلاروس في ذلك الوقت ما تزال تابعه للإتحاد السوفيتي.
- فلاديمير دزانيبيكوف، سافر للفضاء للمرة الأولى في 16 مارس 1978، يعتبر دزانيبيكوف أول رجل أوزبكي يسافر للفضاء. كانت أوزبكستان في ذلك الوقت ما تزال تابعه للإتحاد السوفيتي.

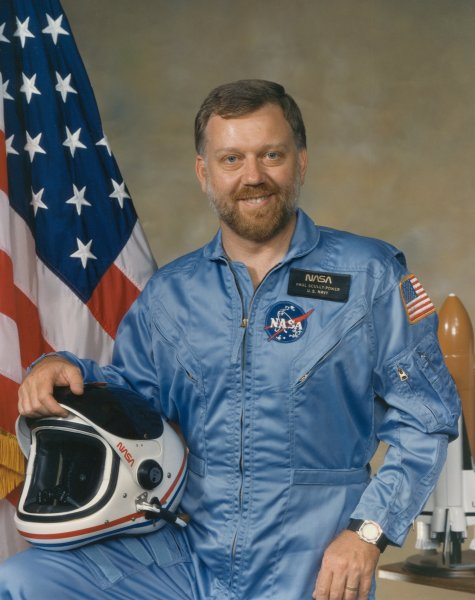
بول سكالي باور

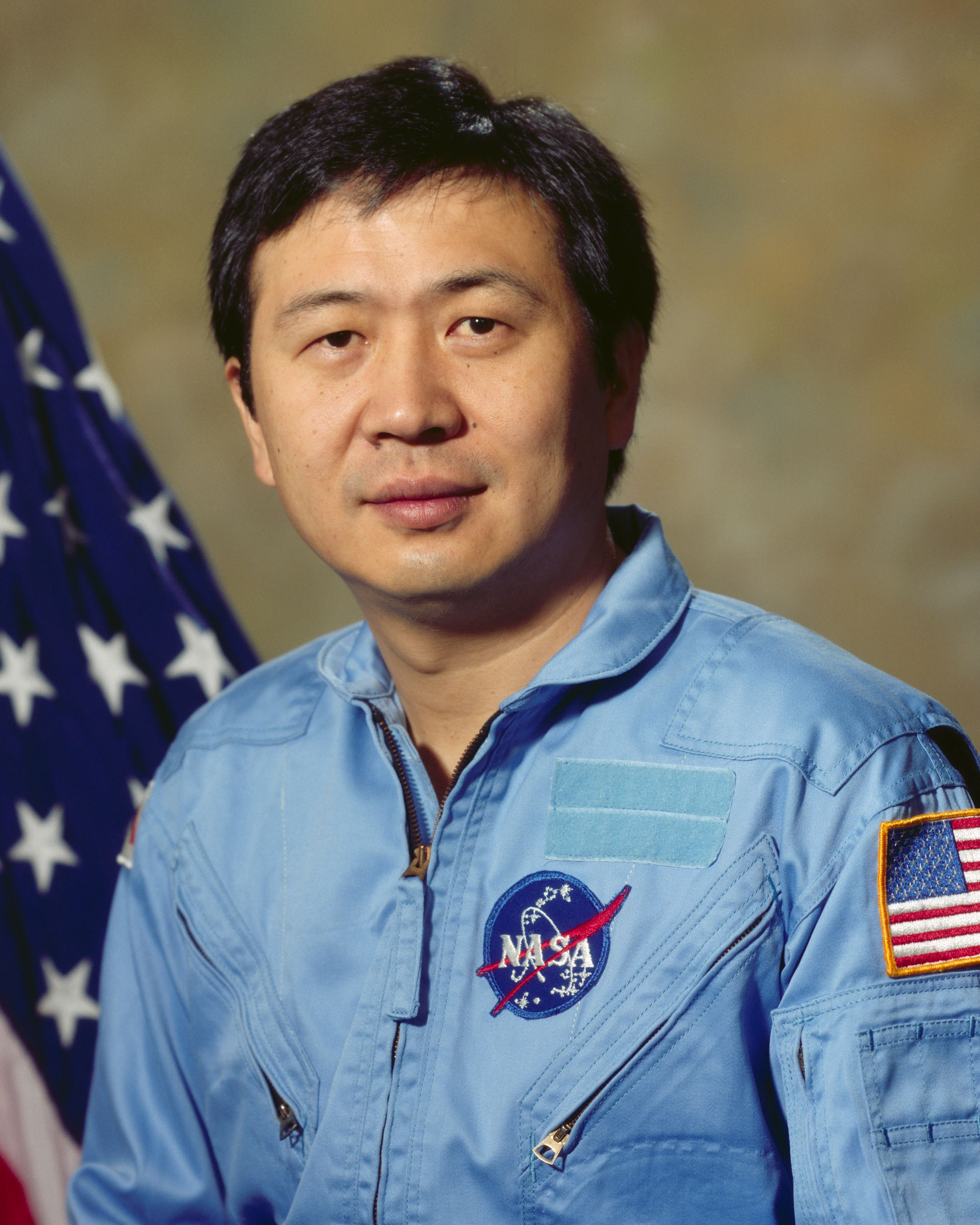
تايلور جان جين وانغ

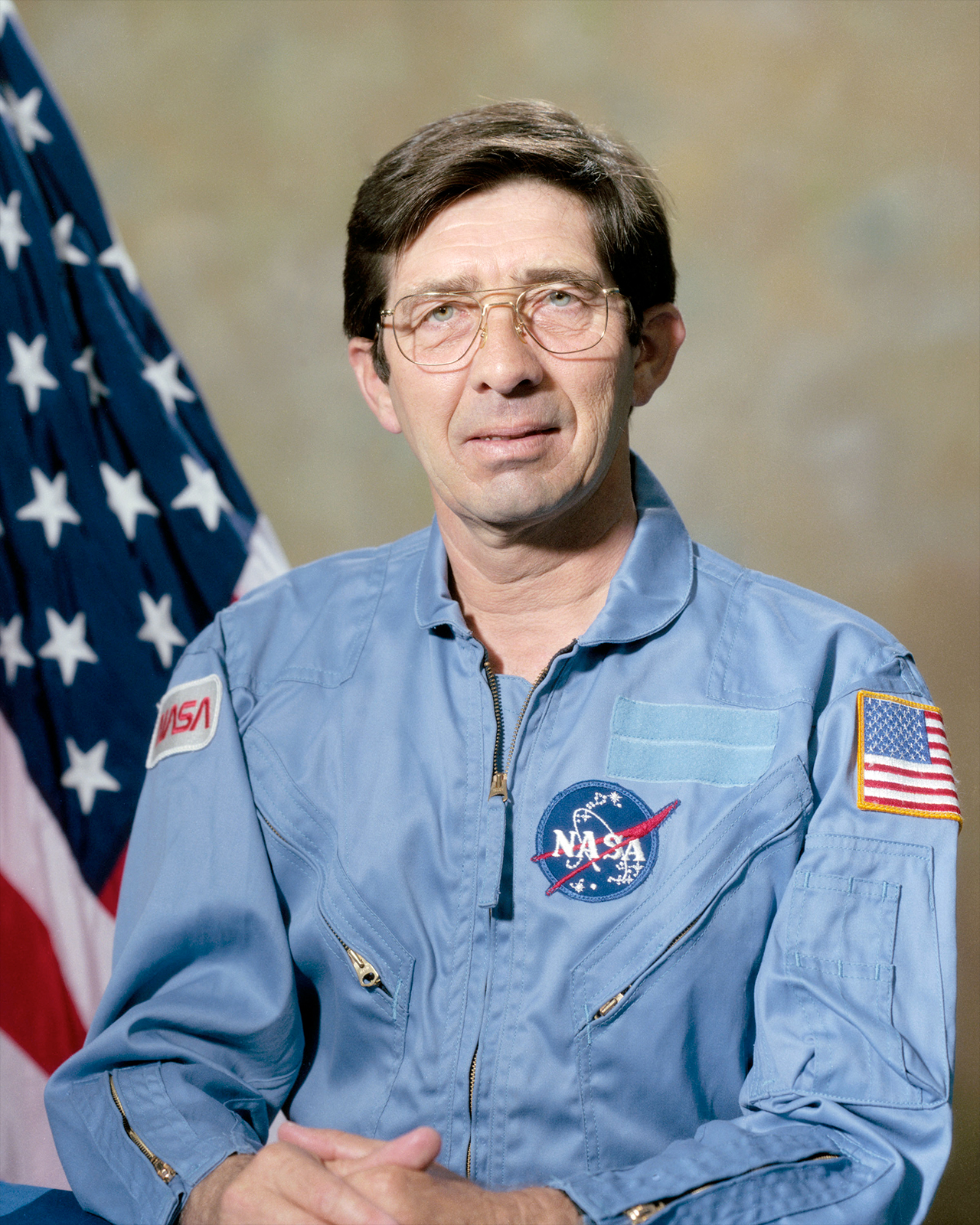
لودويك فإن دن بيرغ

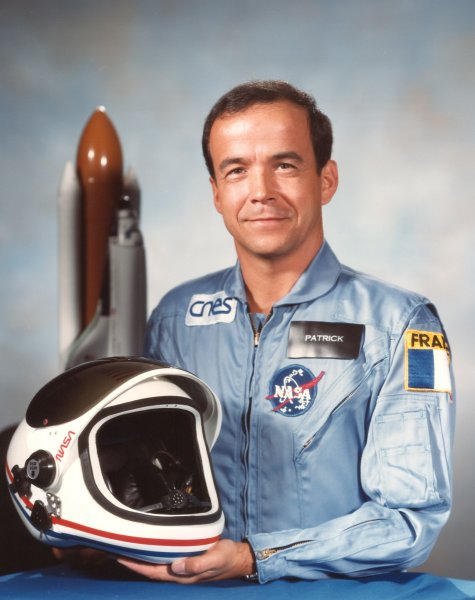
باتريك بودري

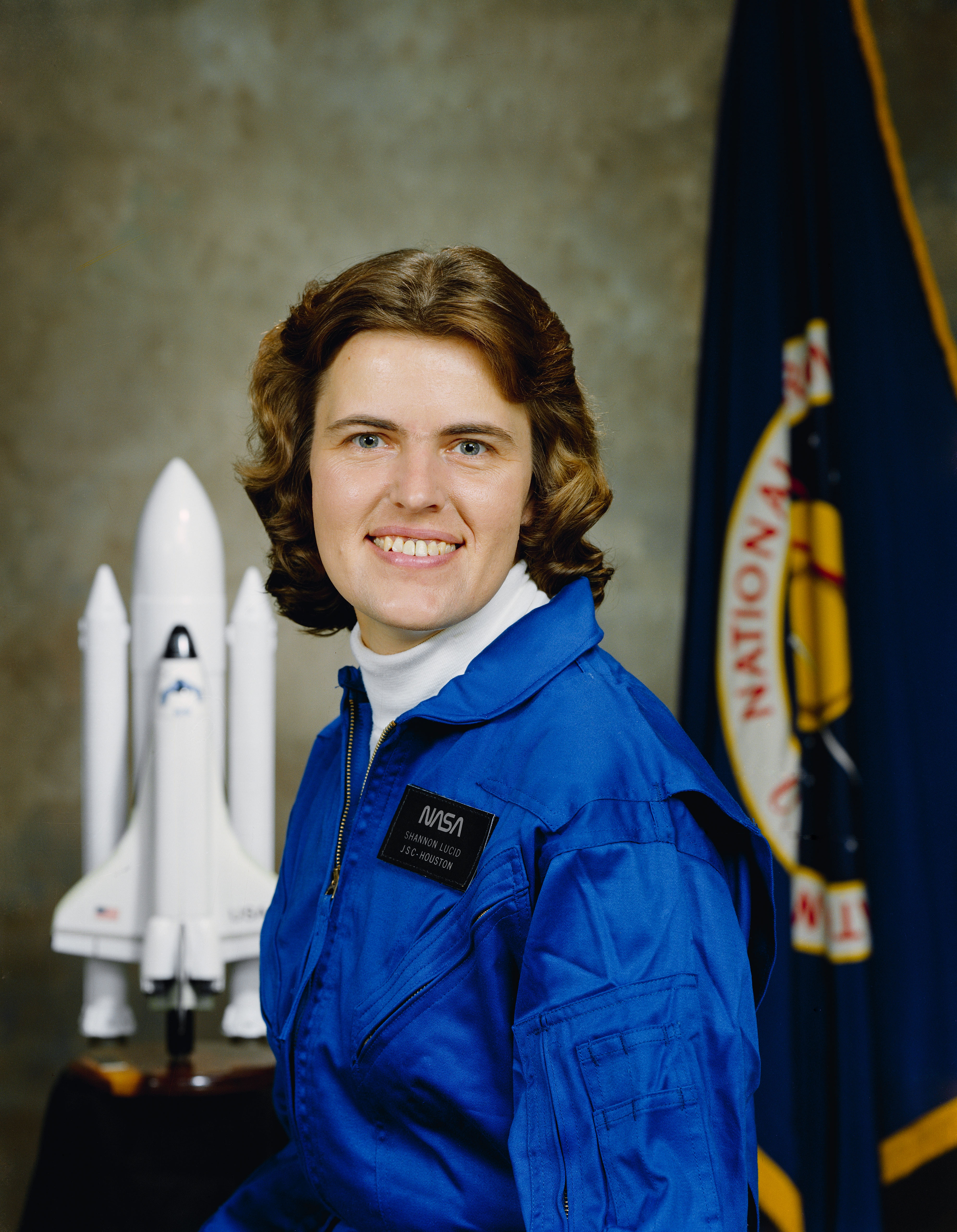
شانون سيد عام 1978

- بول سكالي باور، سافر للفضاء للمرة الأولى في 5 أكتوبر 1984، ولد سكالي في أستراليا، ولكنه حصل على الجنسية الأمريكية قبل سفره للفضاء.
- تايلور جان جين وانغ، سافر للفضاء للمرة الأولى في 29 أبريل 1985، ولد في الصين لأبوين صينين، ولكنه حصل على الجنسية الأمريكية قبل سفره للفضاء.
- لودويك فإن دن بيرغ، سافر للفضاء للمرة الأولى في 29 أبريل 1985، ولد لودويك في هولندا، ولكنه حصل على الجنسية الأمريكية قبل سفره إلى الفضاء.
- باتريك بودري، سافر للفضاء للمرة الأولى في 17 يونيو 1985، ولد في الكاميرون الفرنسية (وهي الآن جزء من الكاميرون)، ولكنه حصل على الجنسية الفرنسية قبل سفره إلى الفضاء.
- شانون سيد، سافرت للفضاء للمرة الأولى في 17 يونيو 1985، ولدت لوسيد في الصين لأبوين أمريكين من أصل أوروبي، ولكنها حصلت على الجنسية الأمريكية قبل سفرها إلى الفضاء.

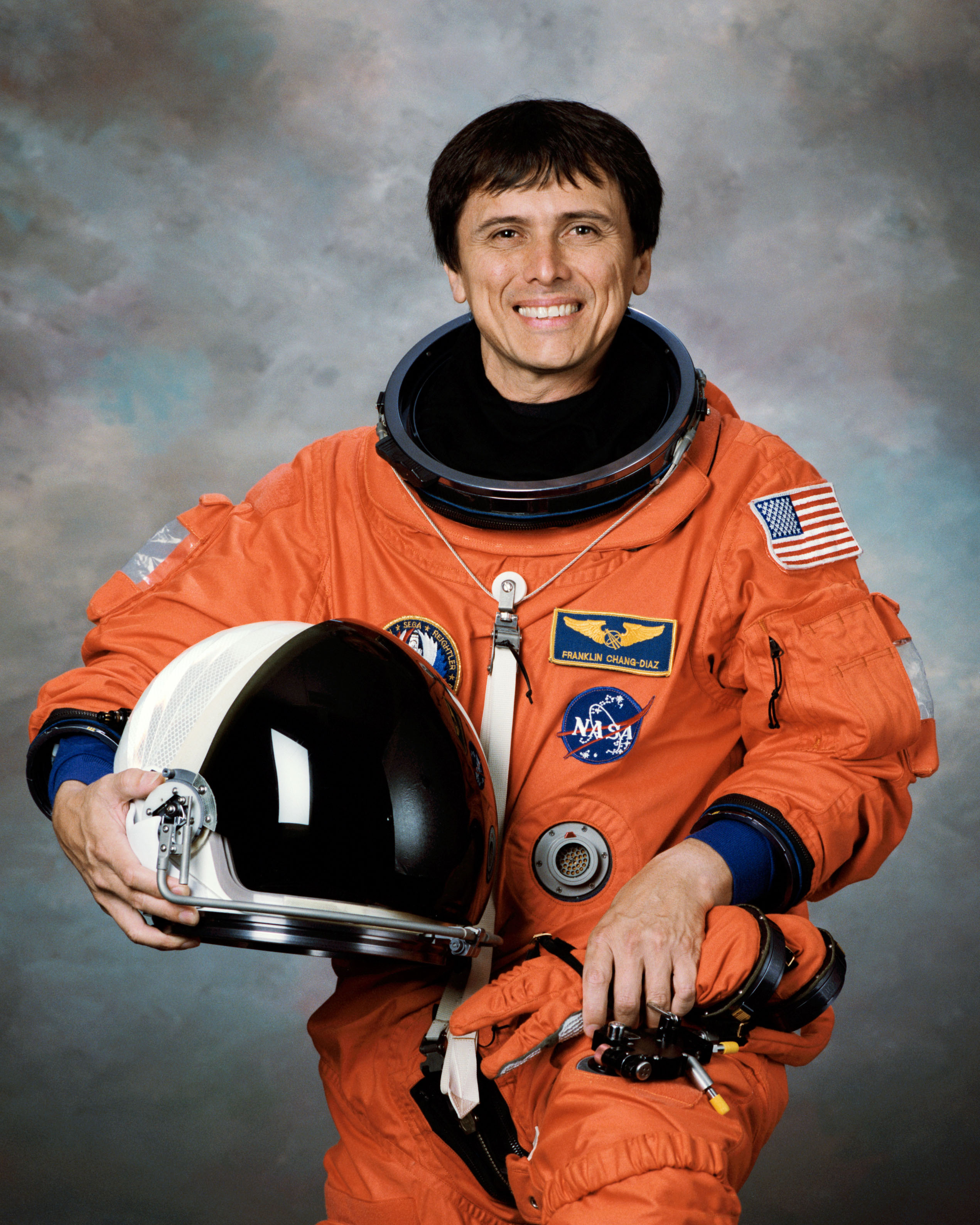
فرانكلين تشانغ دياز

- فرانكلين تشانغ دياز، سافر للفضاء للمرة الأولى في 12 يناير 1986، ولد فرانكلين في كوستاريكا، ولكنه حصل على الجنسية الأمريكية قبل سفره إلى الفضاء.[4]

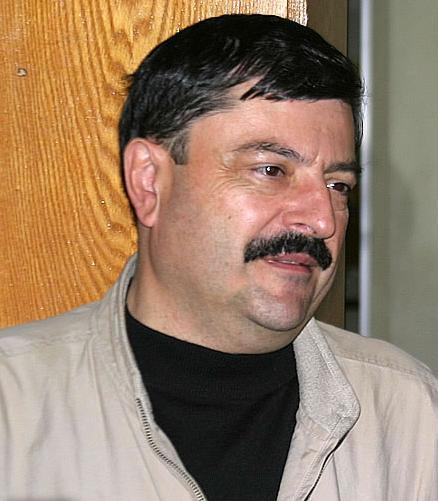
موسى مناروف أول أذربيجاني يسافر للفضاء

- موسى مناروف، سافر للفضاء للمرة الأولى في 21 ديسمبر 1987، يعتبر ماناروف هو أول أذربيجانييسافر للفضاء. وكانت أذربيجان في ذلك الوقت لا تزال تابعه للإتحاد السوفيتي.

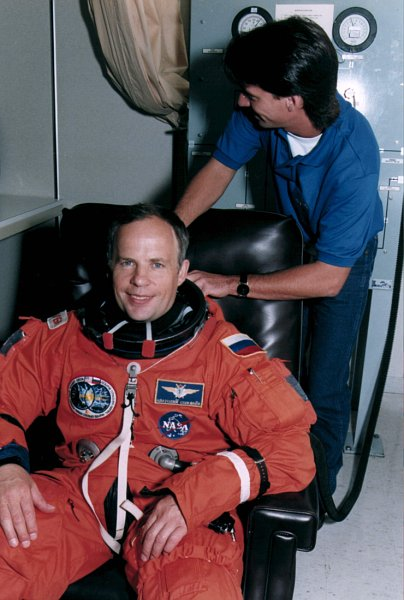
اناتولي سولوفييف اللاتيفي الأول المسافر للفضاء

- اناتولي سولوفييف، سافر للمرة الأولى إلى الفضاء في 7 يونيو 1988، يعتبر سولوفييف أول لاتيفي يسافر للفضاء. وكانت لاتفيا في ذلك الوقت لا تزال تابعه للإتحاد السوفياتي.
- سيرجي كونستانتينوفيتش كريكاليف وألكسندر فولكوف ألكسندروفيتش تجنسوا بالجنسية الروسية بدلا من كونهم مواطنين سوفييت عندما كانوا يدورون حول مدار مير، ليكونوا بذلك أول مواطنين روس أصلين يسافروا للفضاء.
- جيمس إتش نيومان، مواطن أمريكي، سافر للفضاء للمرة الأولى في 12 سبتمبر 1993. ولد في ولاية ميكرونيزيا الموحدة في إحدى جزر المحيط الهادئ.

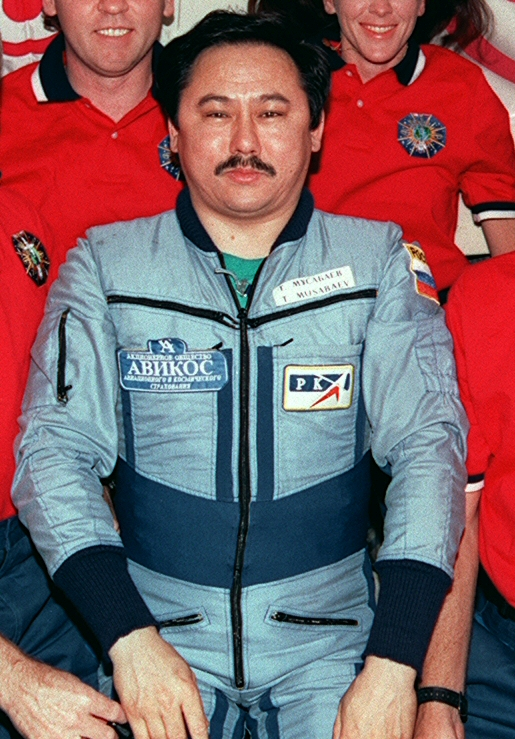
تلاجيت موساباييف الكازاخستاني الأول

- تلاجيت موساباييف، سافر للفضاء للمرة الأولى في 1 يوليو 1994، ولد في جمهورية كازاخستان الاشتراكية السوفياتية.[5] يعتبر تلاجيت في كازاخستان بأنه رائد الفضاء الأول لكازاخستان المستقلة، على الرغم من حصوله على الجنسية الروسية قبل سفره للفضاء.[6]

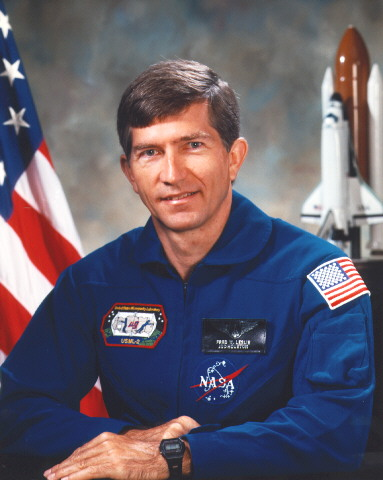
فريدريك ليزلي

- فريدريك ليزلي، مواطن أمريكي، سافر للفضاء للمرة الأولى في 20 أكتوبر 1995، ولد فريدريك في منطقة قناة بنما (بنما الآن).
- كارلوس إسماعيل نورييغا، سافر للفضاء للمرة الأولى في 15 مايو 1997، ولد في بيرو. ولكنه حصل على الجنسية الأمريكية قبل سفره إلى الفضاء.
- فيارني تريغفاسون، سافر للفضاء للمرة الأولى في 7 أغسطس 1997، ولد في أيسلندا، ولكنه حصل على الجنسية الكندية قبل سفره إلى الفضاء.
- ساليزان شاريبوف، سافر للفضاء للمرة الأولى في 22 يناير 1998، ولد في قيرغيزستان (ثم الجمهورية القيرغيزية الاشتراكية السوفياتية)، ولكنه حصل على الجنسية الروسية قبل سفره إلى الفضاء. شاريبوف من أصل أوزبكي.

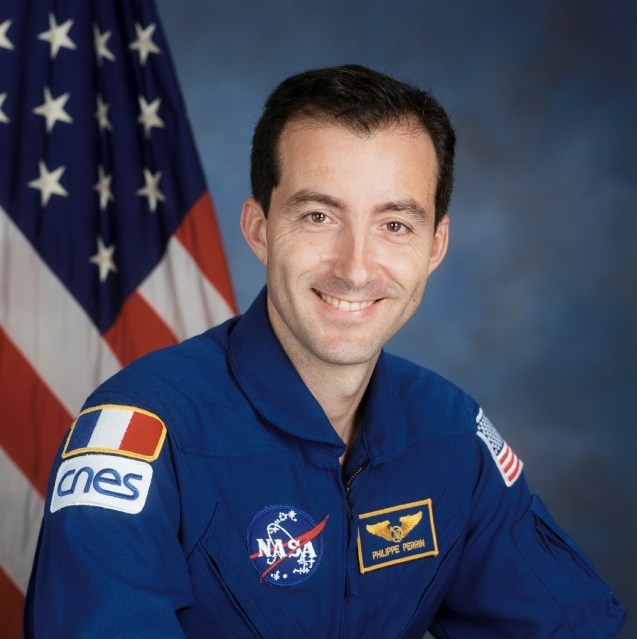
فيليب بيرين المولود في المغرب والحاصل على الجنسية الفرنسية.

- فيليب بيرين، سافر للفضاء للمرة الأولى في 5 يونيو 2002، ولد في المغرب ولكنه حصل على الجنسية الفرنسية قبل سفره إلى الفضاء.
- جون هارينغتون، مواطن أمريكي، سافر للفضاء للمرة الأولى في 24 نوفمبر 2002، ينحدر جون من قبيلة تشيكاساو من الأمريكين الأصليين.
- فيودور يورتشيخين، سافر للفضاء للمرة الأولى في 7 أكتوبر 2002، ولد في جورجيا (والتي تعرف الآن بجمهورية جورجيا الاشتراكية السوفياتية). ولكنه حصل على الجنسية الروسية قبل سفره إلى الفضاء. ينحدر فيودور من أصل يوناني بونتيان.
- جوزيف أكابا، سافر للفضاء للمرة الأولى في 15 مارس 2009، ولد في ولاية كاليفورنيا لأبوين أمريكين من أصل بورتوريكو.

## الصور

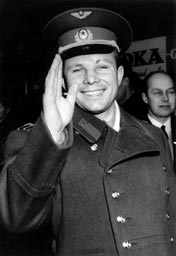
يعتبر رائد الفضاء الروسي يوري غاغارين أول رجل يسافر للفضاء.
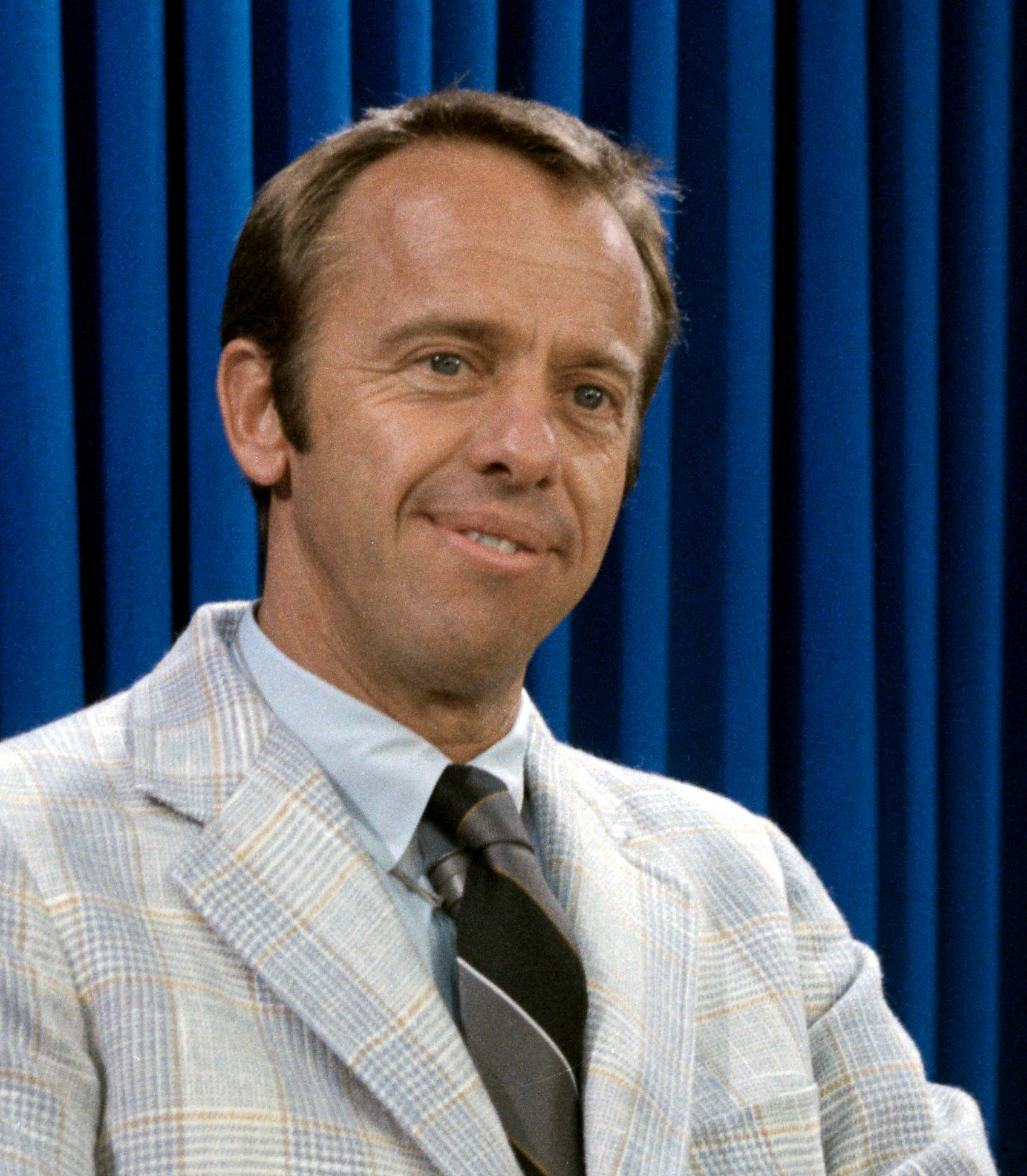
يعتبر رائد الفضاء الأمريكي آلان شيبرد ثاني رجل يسار للفضاء.
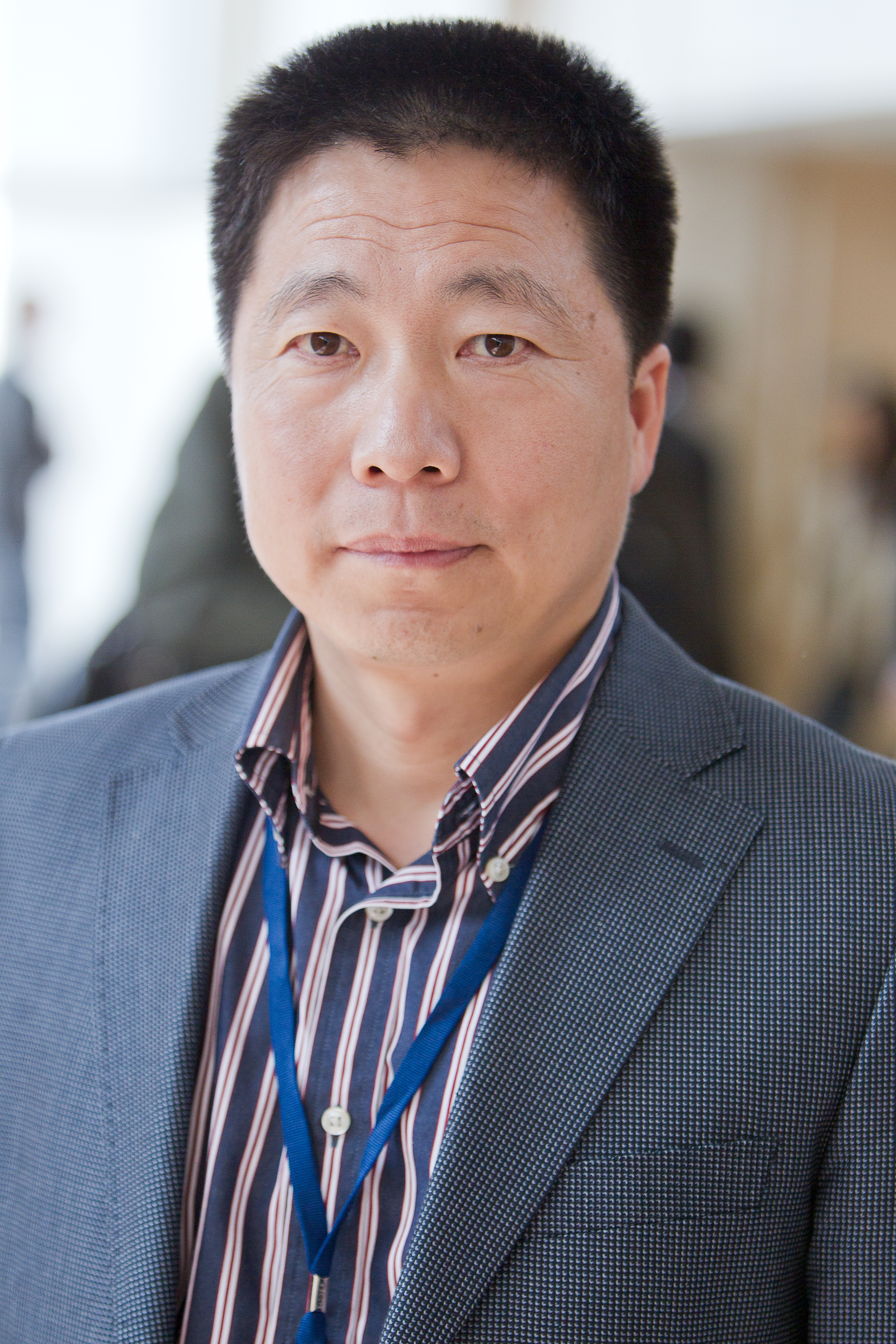
مثل رائد الفضاء الصيني يانغ لي وي بلده لتكون ثالث بلد ترسل إنسان للفضاء.
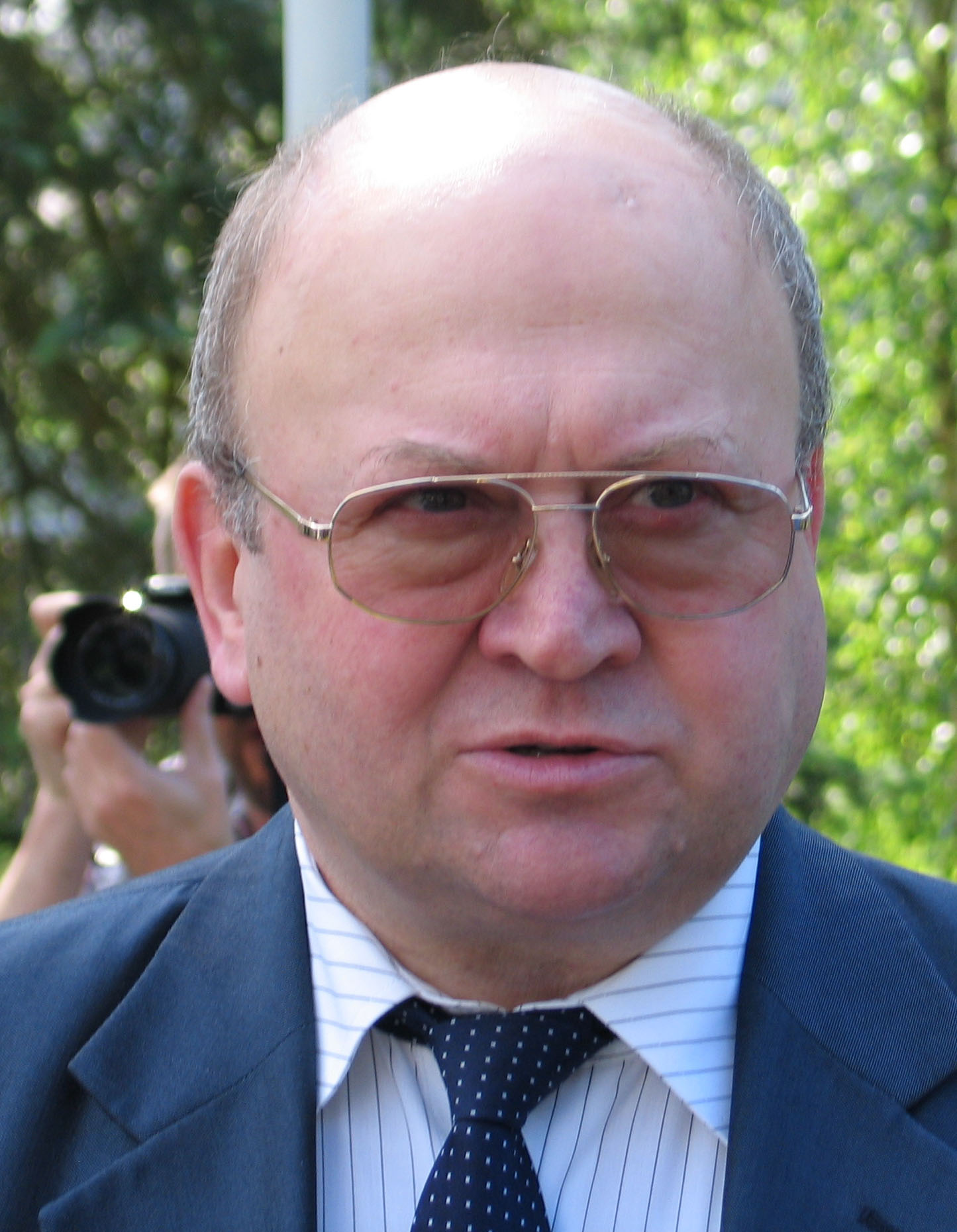
يعتبر فلاديمير ريمك أول تشيكوسلوفاكي يسافر للفضاء.

## وصلات خارجية
- صفحة المجموعة الشمسية من موقع اكتشاف النظام الشمسي التابع للناسا.
- محاكاة للنظام الشمسي من موقع الناسا.
- الصفحة الرئيسية للنظام الشمسي من موقع الناسا ومختبر الدفع النفاث (JPL).
- رحلة كونية: تاريخ علم الكونيات من المعهد الأمريكي للفيزياء
- الموقع التعليمي للنجوم للرحلات الفلكية عبر الفضاء
- علم الفلك -- التاريخ بقلم جي فوربس -- عام 1909 (مشروع المكتبة الإلكترونية -- نص eLib)
- 50 عاما من الإستكشاف- ناشيونال جيوغرافيك أبوظبي
- استكشاف الفضاء الخارجي - الكواكب
- كارل سيجان- نقطة زرقاء باهتة
- اكتشاف واستكشاف النظام الشمسي للأطفال- ناشيونال جيوغرافيك ابوظبي.